# Marculus de Timgad
Marculus de Timgad connu tout simplement sous le nom de Marculus, est un évêque et martyr chrétien donatiste du IVe siècle. Il fut exécuté lors des persécutions dites « macariques » sous le règne de l’empereur Constance II (337-361), dans le contexte du schisme donatiste qui divisa le christianisme en Afrique romaine.  
Marculus est particulièrement vénéré par l’Église donatiste comme un saint et martyr, son histoire étant relatée dans la Passio benedicti martyris Marculi, un texte riche en imagerie apocalyptique. Sa mort, par précipitation d’une falaise, est unique parmi les martyrologes donatistes connus. Elle suscita de vifs débats entre catholiques et donatistes, notamment autour de la question du suicide et du vrai martyre.

## Contexte historique
Sous la direction de Donatus Magnus, l’Église donatiste acquit une grande popularité en Numidie, ce qui poussa l’empereur Constance II à envoyer en 347 les notaires impériaux Paul et Macarius afin d’imposer l’unité religieuse en Afrique romaine.  

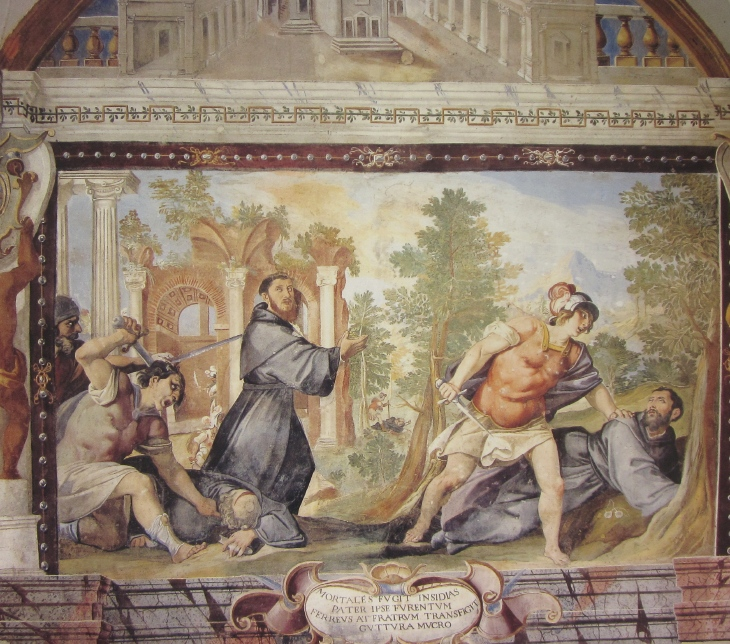
Les circoncellions attaquant des religieux augustiniens (1610), fresque de l’église de la Trinité (Sainte Trinité) – Viterbe, de Marzio di Colantonio.

La mission, perçue comme favorable aux catholiques, suscita des tensions dans l’Aurès entre Theveste et Thamugadi. Les partisans de Donatus de Bagaï, soutenus par les milices circoncellions, entrèrent en rébellion. Après de violents affrontements, Donatus de Bagaï fut massacré et Macarius publia un décret d’union sous l’autorité de l’évêque Gratus de Carthage, provoquant d’autres émeutes à Carthage.

## Martyre de Marculus

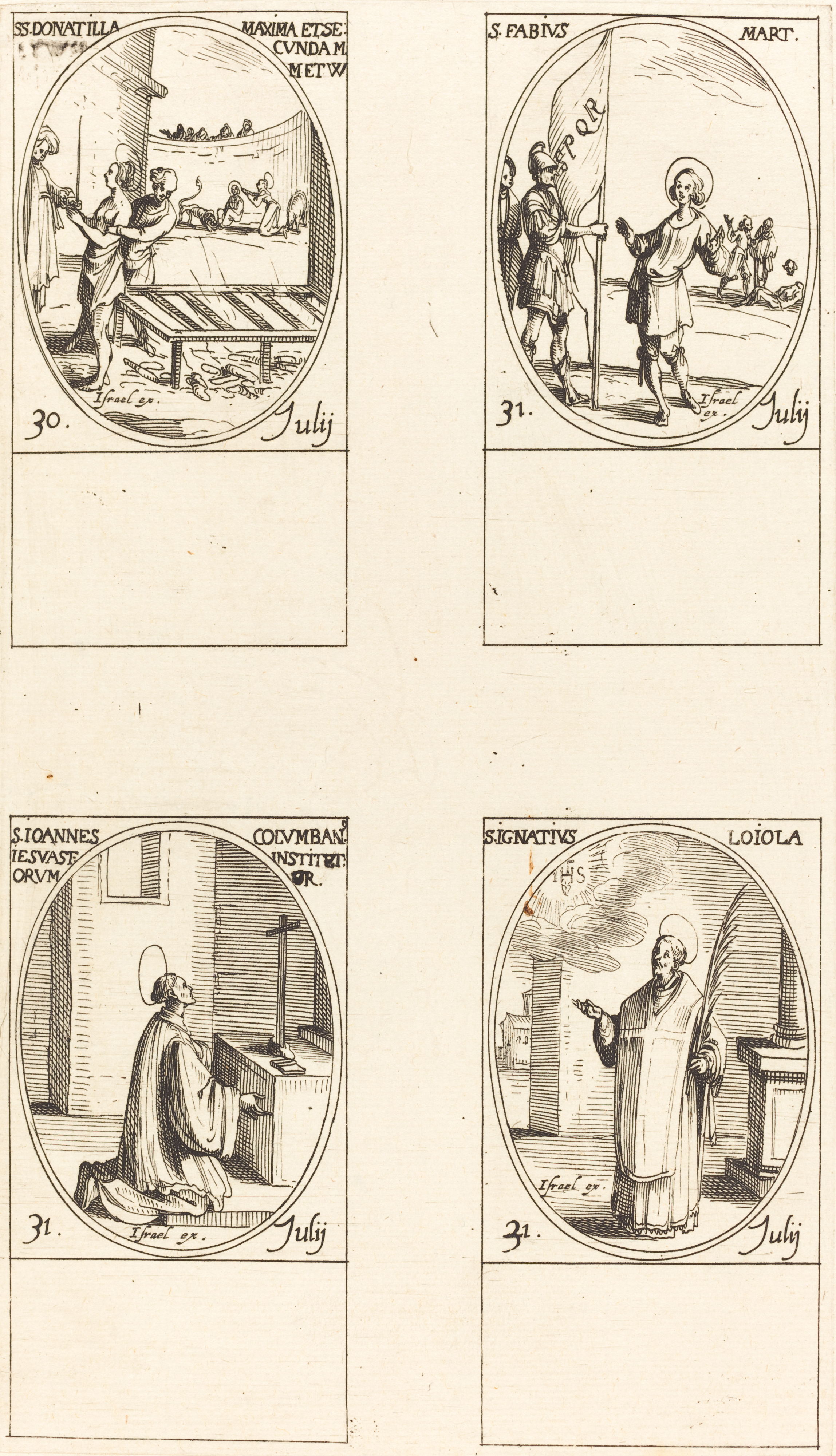
Les trois vierges donatistes : Donatilla, Maxima et Secunda (1632/1635) de Jacques Callot.

Marculus, évêque de Thamugadi (Timgad), devint la figure principale de la résistance donatiste durant la campagne macarique. Le 29 juin 347, il participa à une réunion avec les représentants impériaux à Vegesela (ville antique numide et siège épiscopal chrétien). L’entrevue tourna mal et plusieurs évêques furent arrêtés et torturés. Marculus, retenu prisonnier, fut transféré de ville en ville avant d’être exécuté le 29 novembre 347 à Nova Petra, non loin de la ville de Zana. Il fut précipité du haut d’une falaise,.
Son mode d’exécution, par défenestration naturelle, est unique dans les sources donatistes. Les polémistes catholiques accusèrent les donatistes de rechercher volontairement la mort après la fin des persécutions impériales en 321, allant jusqu’à évoquer des femmes donatistes qui se seraient jetées des falaises pour éviter le mariage forcé, comme les célèbres  « trois vierges de Tuburga » (dans l'actuelle Tunisie).  
Augustin d'Hippone, connaissant à la fois la version catholique (suicide) et donatiste (martyre), n’émit pas de jugement définitif dans ses écrits.

## LaPassio Marculiet l'imaginaire apocalyptique
Le récit du martyre de Marculus est conservé dans la Passio benedicti martyris Marculi. Comme d’autres passions donatistes, ce texte établit un lien entre les martyrs contemporains et ceux persécutés par le pouvoir païen. Il présente l’empereur Constance II comme le « dragon » apocalyptique qui lâche « deux bêtes » contre la véritable Église. L’hostilité extrême envers Constance, qualifié d’Antéchrist, rappelle les diatribes de Cyprien et Tertullien. La Passio décrit la persécution macarique comme prélude au Jugement dernier, les catholiques étant assimilés à des « traditores » alliés de l’Antéchrist.

## Culte et mémoire
Des traces archéologiques d’un culte donatiste dédié à Marculus ont été découvertes dans une basilique proche de Ksar-El-Kelb (Tébessa, Algérie). Cette église comportait neuf tombes attribuées à ses compagnons et un mémorial portant l’inscription Memoria Domni Marchuli,.
Lors de la Conférence de Carthage en 411, l’évêque donatiste de Nova Petra, Dativus, déclara :  

« Je n’ai pas de rival caecilianiste. Cet endroit appartient au Seigneur Marculus, dont le sang Dieu réclamera au Jour du Jugement. »

Cette affirmation témoigne de l’importance du martyr dans la conscience donatiste.
Petilianus, l’évêque donatiste de Cirta, assura de son côté à Augustin, dans l’une des lettres qu’ils échangèrent, qu’il ne pouvait y avoir d’alliance avec les « catholiques macariens », comme Petilianus le déclara avec gravité :

« Ils sont les descendants de ce meurtrier qui massacra l’évêque Donat de Bagai dans son propre siège et précipita l’évêque Marculus du haut d’un précipice numide. »

— Hoover p. 105.
Thamugadi est le lieu où deux cultes donatistes ont été mis au jour : l’un appartenant au puissant évêque Optat, qui se révolta en 391, et l’autre à l’évêque Saturninus, connu pour avoir été l’un des martyrs d'Abitène.

## Historiographie
Dans son ouvrage monumental The Donatist Church l’historien William Hugh Clifford Frend voit en Marculus une figure emblématique de la résistance africaine, traçant un parallèle entre son opposition à la romanité et les attitudes berbères postérieures, marquées par un attachement aux Écritures (Bible et Coran) et un refus des compromis avec la civilisation païenne.